# Madness (Tony MacAlpine)
Madness è il quinto album in studio da solista del chitarrista statunitense Tony MacAlpine, pubblicato nel 1993.

## Tracce
Tutte le tracce sono composte da Tony MacAlpine tranne dove indicato.
1. Naked Nancy – 3:29
2. Peruvian Power Layback – 4:46
3. Albert's Fat Sister – 3:17
4. Restaurant at the End of the Universe – 5:06
5. Realm of the Flying Monkeys – 4:50
6. Prelude #8 Opus 28 (Frédéric Chopin) – 2:10
7. Confrontation With the Electric Bees (MacAlpine, Larry Dennison, Glen Sobel) – 3:27
8. Dr. Garlic Breath (MacAlpine, Dennison, Sobel) – 3:51
9. Houses in Motion – 4:33
10. Muffin Bandits – 2:46
11. Rats With Wings – 5:25